# NGC 4747
NGC 4747 је спирална галаксија у сазвежђу Береникина коса која се налази на NGC листи објеката дубоког неба.
Деклинација објекта је + 25° 46' 26" а ректасцензија 12h 51m 45,4s. Привидна величина (магнитуда) објекта NGC 4747 износи 12,2 а фотографска магнитуда 12,9. Налази се на удаљености од 12,3000 милиона парсека од Сунца. NGC 4747 је још познат и под ознакама UGC 8005, MCG 4-30-23, CGCG 129-28, IRAS 12492+2602, ARP 159, KUG 1249+260, PGC 43586.